# Массандровские соглашения
Массандровские соглашения — четыре международных документа, составленные Украиной и Российской Федерацией 3 сентября 1993 года по итогам переговоров в предместье Ялты Массандре. Договоры были связаны с урегулированием проблем раздела Черноморского флота бывшего СССР и утилизации ядерного оружия, которое находилось на территории Украины.
Перечень договоров:
1. Протокол об урегулировании проблем Черноморского флота[1]
2. Основные принципы утилизации ядерных боезарядов стратегических ядерных сил, которые дислоцированы в Украине[2]
3. Договор между Правительством Российской Федерации и Правительством Украины об утилизации ядерных боезарядов[3]
4. Договор между Украиной и Российской Федерацией о порядке осуществления гарантийного и авторского надзора за эксплуатацией стратегических ракетных комплексов Стратегических Сил, расположенных на их территориях[4].

## Обстоятельства заключения соглашений
3 января 1992 года началось формирование Вооружённых Сил Украины. 20 января Черноморский флот должен был принести присягу на верность народу Украины. Черноморцы пребывали в растерянности: большинство было согласно за Украину, но ждали команды «сверху», кроме того командующий (Игорь Касатонов) также пребывал в растерянности и не мог принять самостоятельного решения. Руководство в Киеве вообще не знало, что делать с флотом. По представлению М. А. Савченко, Касатонов был готов передать Украине всё своё хозяйство, но его никто не хотел даже принять и выслушать. Президент Украины Л. М. Кравчук, очевидно, настороженно относился к Касатонову, поскольку Президент России Борис Ельцин назначил его командующим Черноморским флотом в сентябре 1991 года без согласования с украинской властью.
Президенты обоих государств сделали заявления о том, что весь флот принадлежит именно им. Главный штаб ВМФ России смог склонить на свою сторону большую часть личного состава флота и самого Касатонова, и тот отдал распоряжение не принимать присягу на верность народу Украины, до тех пор пока руководство государств не договорятся окончательно, кому принадлежит Черноморский флот.
После утраты контроля над флотом ситуация в Крыму и Севастополе также стала слабо контролируемой. Газовые конфликты уменьшили преимущества Украины в переговорах, которые стали затяжными, жаркими и безрезультатными. Претензии России на Крым и Черноморский Флот, кроме того, объединили российских демократов и консервативную прокоммунистическую оппозицию против Украины.
Российские деятели того времени (Владимир Лукин, Руслан Хасбулатов, Борис Громов, Сергей Бабурин) хотели использовать статус Крыма как предмет торга на переговорах по флоту. В том числе, вице-президент РФ Александр Руцкой, пребывая с визитом в Крыму, заявил:
Здравый смысл диктует, чтобы Крым стал частью России. Те, кто подписал решение 1954 года, были, видимо, с похмелья или после солнечного удара.
45
А.В. Руцкой
Независимая газета, 7 апреля 1992, стр. 1
30 апреля 1992 года президенты во время встречи в Одессе подписали договор, которым были введены мораторий на односторонние действия и предусмотрено создание рабочих групп для подготовки российско-украинского договора касаемо флота. Но выполнить этот договор было невозможно. 23 июня 1992 года президенты снова встретились в Дагомысе, чтобы рассмотреть неразрешенные проблемы. Невзирая на подписанный договор, президенты не имели понятия как выйти из тупика и подойти к решению проблем флота. Затягивание решения проблемы вызывало непримиримую оппозицию в обеих странах, в том числе и оппозицию со стороны военных.
Компромиссный Ялтинский договор, подписанный Кравчуком и Ельциным 3 августа 1992 года, закрепил, что Черноморский флот подлежит разделу между Сторонами с целью создания на его базе ВМФ Украины и ВМФ Российской Федерации.
Патриотические и коммунистические силы [Крыма] должны объединиться для развала Украины… лишь тогда Украина приползет к Союзу
Александр Круглов, лидер севастопольского Фронта национального спасения. Выступление на митинге в Севастополе, 22 августа 1993
Этот договор требовал конкретизации в дальнейших договоренностях. Он не решил проблемы и даже не заморозил её. Усиливались давление и провокации относительно принадлежности Крыма и Черноморского флота со стороны российских законодателей, гражданско-политических деятелей, оппозиционеров, военных, пророссийских сепаратистов самого Крыма. На таком фоне позиция Ельцина выглядела более конструктивной и расчётливой.
После Ялтинского был ещё один договор — Московский, от 17 июня 1993 года: стороны договорились ускорить раздел флота по формуле «50/50».
В такой обстановке на 3 сентября 1993 года планировались очередные переговоры в Массандре между украинской и российской делегациями. Ни военные, ни обозреватели не ожидали от этой встречи никаких прорывов.

## Переговоры и их результат

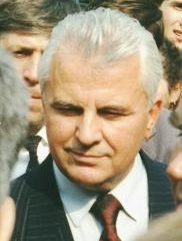
Кравчук

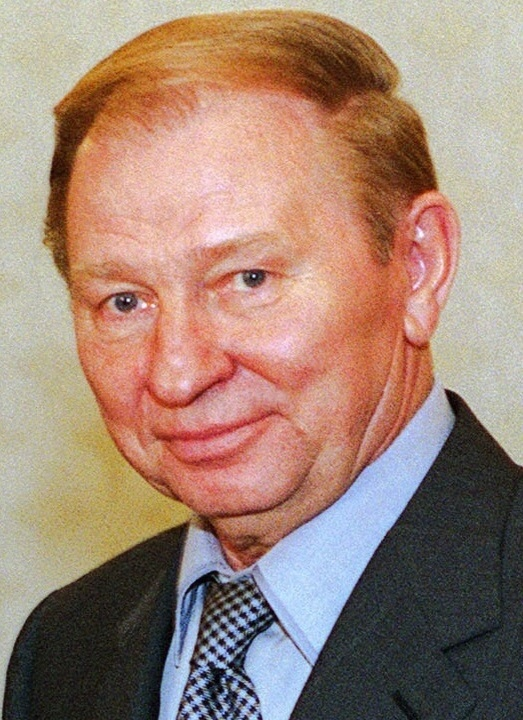
Кучма

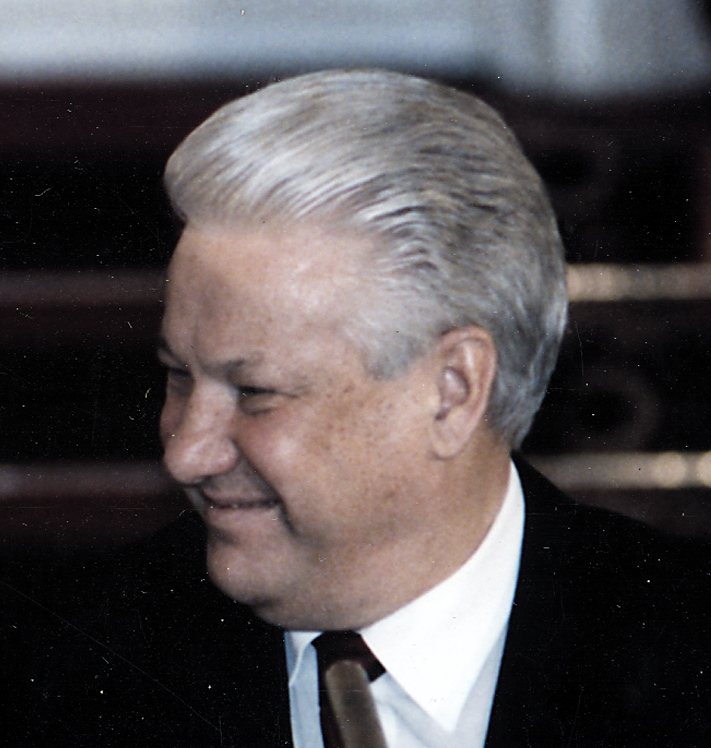
Ельцин

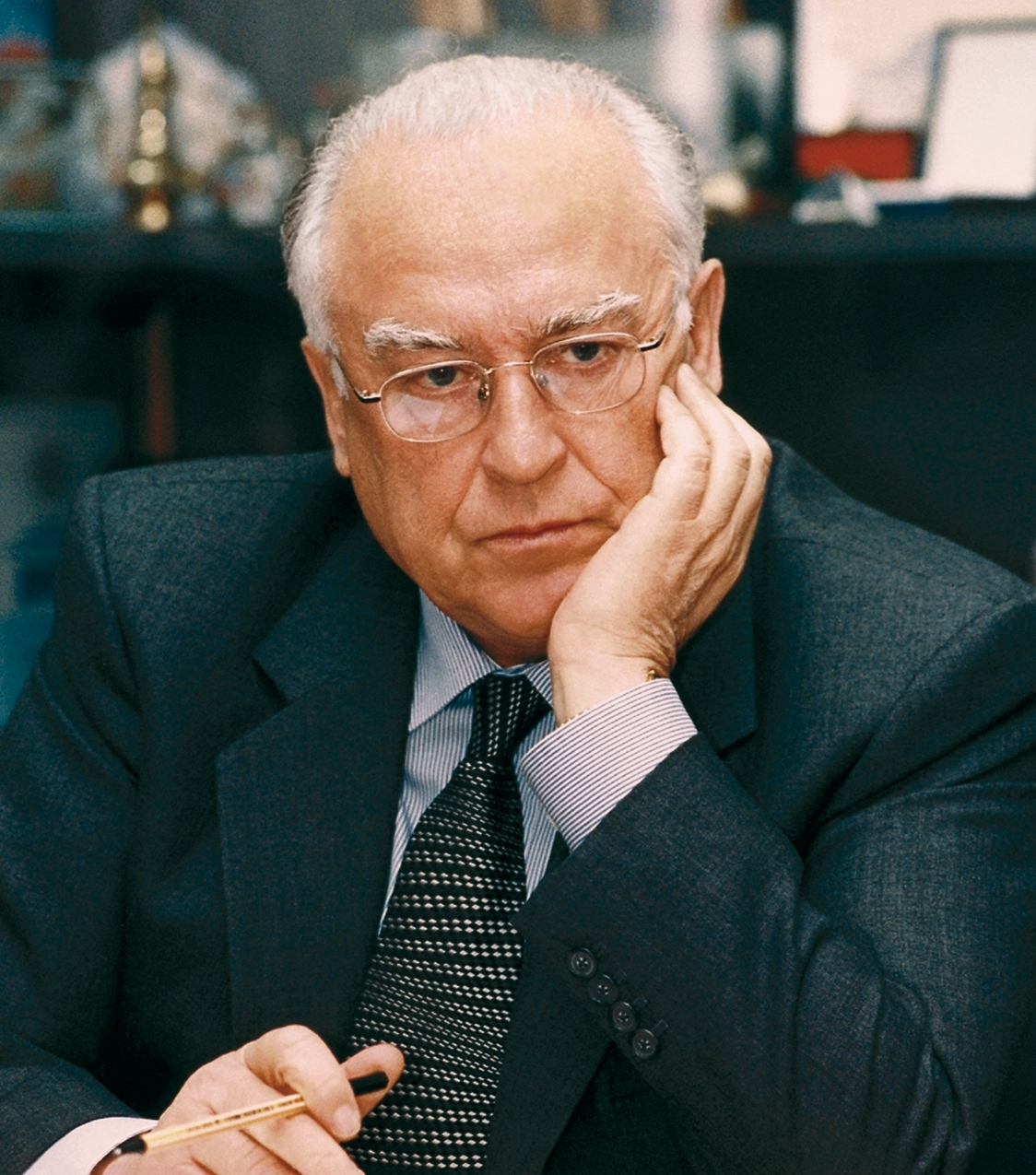
Черномырдин

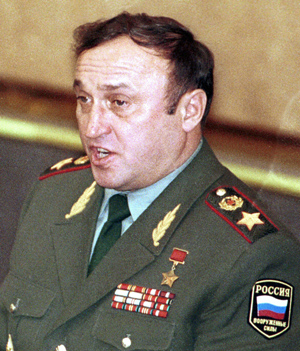
Грачёв

Переговоры начались в 10:00 в Массандровском дворце. Украинскую делегацию возглавлял Президент Украины Леонид Кравчук. В её состав входили Премьер-министр Леонид Кучма, вице-премьер Валерий Шмаров, министр обороны генерал-полковник Константин Морозов, генерал-полковник Иван Бижан,вице-адмирал Николай Клитный, вице-адмирал Борис Кожин, вице-адмирал Владимир Безкоровайный, контр-адмирал В. Фомин и другие. Российскую делегацию возглавлял Президент России Борис Ельцин. В её состав входили Премьер-министр РФ Виктор Черномырдин, министр обороны Павел Грачёв, командующий ВМФ Феликс Громов, командующий Черноморским флотом адмирал Эдуард Балтин и другие.
Президенты поставили задачу своим главам правительств и уединились для беседы тет-а-тет. Леонид Кучма предложил такой порядок рассмотрения вопросов: сначала проблема создания объединённого командования Черноморским Флотом, затем ядерное разоружение, в конце — долги Украины за газ. Виктор Черномырдин жёстко настоял сперва рассмотреть вопросы долгов за газ, а проблемы Черноморского флота — в конце.

Такой порядок рассмотрения вопросов для Украины оказался абсолютно неприемлемым, потому что убедительной позиции у украинского руководства по оплате долгов за газ просто не было, как и денег. Поэтому всё дальнейшее выглядело как ультиматум — «разорвав на куски» украинскую сторону за газовые долги, о которых большинство делегации ничего не знала, у россиян «как бы случайно» возникает идея рассчитаться за газовые долги флотом
Оригинальный текст (укр.)Такий порядок розгляду питань для України виявився абсолютно неприйнятним, тому що переконливої позиції в українського керівництва щодо оплати боргів за газ просто не було, як і грошей. Тому все подальше виглядало як ультиматум — «розірвавши на шматки» українську сторону за газові борги, про які більшість делегації нічого не знала, у росіян «ніби випадково» виникає ідея розрахуватися за газові борги флотом.
—  Участник переговоров Владимир Бескоровайный
Во время рассмотрения флотского вопроса В. Шмаров изложил предложение о создании объединённого командования временно неподелённого Черноморского флота. После него выступил К. Морозов, который сделал неожиданное заявление о том, что весь Черноморский флот должен принадлежать Украине полностью. Леонид Кучма дал понять, что это лишь особое мнение министра обороны, которое не является официальной позицией Украины.
Потом слово взял П. Грачёв, пояснивший, что всё, что предложено украинской стороной для Министерства обороны России не подходит, что Россия командовала и будет командовать Черноморским флотом, и для этого им не нужно никакое объединённое командование, а необходимо просто, чтобы Украина передала России свою часть флота за газовые долги.
После этого был объявлен перерыв.
За полтора часа президенты государств выступили с заявлениями, из которых стало понятно, что подписан протокол, в котором Леонид Кравчук согласился в счёт долгов за газ отдать России весь флот и его инфраструктуру.

Пригласили президентов, и тогда Б. Ельцин сказал, что готов покупать Черноморский флот, а Л. Кравчук — что готов его продать. Запись об этом была сделана в протоколе встречи.
Оригинальный текст (укр.)Запросили президентів, і тоді Б. Єльцин сказав, що готовий купувати Чорноморський флот, а Л. Кравчук — що готовий його продати. Запис про це було зроблено в протоколі зустрічі
—  участник переговоров Николай Багров
Что касается «ядерной» части переговоров, то она касалась дальнейших шагов Украины, направленных на сокращение и ликвидацию её ядерного оружия. Достигнутыми договорённостями предусматривались, в том числе, шаги и основные принципы утилизации ядерного оружия, расположенного на территории Украины, а также порядок осуществления гарантийного и авторского надзора за эксплуатацией стратегических ракетных комплексов, расположенных на территориях Украины и Российской Федерации.

### Содержание договорённостей
Протокол об урегулировании проблем Черноморского флота небольшой по содержанию:
Поручить государственным делегациям Российской Федерации и Украины в месячный срок проработать все вопросы, связанные с разработкой Соглашения, в соответствии с которым весь Черноморский флот со всей его инфраструктурой в Крыму используется Россией и получает российскую символику при том понимании, что российская сторона будет производить соответствующие расчёты за ту половину Черноморского флота, включая и инфраструктуру, что в силу предыдущих договоренностей должна была бы отойти Украине.
Основные принципы утилизации ядерных боезарядов стратегических ядерных сил, которые дислоцированы на Украине:
- все типы ядерных боезарядов МБР, также головных частей ядерных крылатых ракет воздушного базирования, дислоцированные на Украине, снимаются и перемещаются на территорию Российской Федерации с целью разукомплектования и утилизации.
- Российская Федерация компенсирует Украине стоимость каждого вывезенного ядерного боезаряда в течение одного года после даты пересечения боезарядом границы.
- Весь высокообогащённый уран, добытый согласно этим договорённостям из ядерных боезарядов, перерабатывается в Российской Федерации в низкообогащённый уран.
- Российская Федерация поставляет Украине тепловыделяющие сборки (ТВС) для атомных электрических станций (АЭС).
- Оружейный плутоний, добытый из стратегических боезарядов, дислоцированных на Украине, будет складироваться в Российской Федерации до принятия Сторонами решения касаемо его утилизации. Украина получает стоимость оружейного плутония по мере его реализации за вычетом затрат Российской Федерации на его утилизацию[2].

Договор между Правительством Российской Федерации и Правительством Украины об утилизации ядерных боезарядов:
- Российская Федерация обеспечивает утилизацию всех ядерных боезарядов, дислоцированных на Украине.
- Российская Федерация обеспечивает переработку высокообогащённого урана, полученного в результате утилизации ядерных боезарядов, в низкообогащённый уран, который используется для изготовления тепловыделяющих сборок для атомных электростанций Украины или в других мирных целях.
- Украина поставит свою ядерную деятельность под гарантии Международного агентства по атомной энергии (МАГАТЭ)[3].

Договор между Украиной и Российской Федерацией о порядке осуществления гарантийного и авторского надзора за эксплуатацией стратегических ракетных комплексов Стратегических Сил, расположенных на их территориях:
- работы по гарантийному и авторскому надзору за эксплуатацией стратегических ракетных комплексов Стратегических Сил, расположенных на территориях Сторон, проводятся специалистами предприятий-разработчиков и производителей этих комплексов, а также систем и агрегатов, которые входят в них, независимо от того, на территории какой Стороны они размещены.
- Объём работ и затрат по гарантийному и авторскому надзору за эксплуатацией стратегических РК СС определяются планом гарантийного и авторского надзора, который разрабатывается Комитетом Российской Федерации по оборонным отраслям промышленности на основе выходных данных РВСН, ВМФ и головных предприятий-разработчиков, и согласуются с Министерством обороны и Министерством машиностроения, военно-промышленного комплекса и конверсии Украины для стратегических РК СС, расположенных на её территории.
- Финансирование работ осуществляет Командование РВСН, получает от Сторон на эти цели средства в объёмах, определённых согласованным планом работ.
- Командование РВСН и ВМФ составляют договоры с головными предприятиями-разработчиками и производителями на проведение работ по расчёту обеспечения финансирования содержания стендовой базы и инженерно-технических работников на предприятиях промышленности, которые обеспечивают выполнение этих работ[4].

Опубликовано: Голос України, 10 сентября 1993 г.

## Оценка соглашений и реакция на них
Борис Ельцин и Павел Грачёв заняли радикальную позицию, согласно которой весь Черноморский флот передаётся России, а та компенсирует Украине стоимость принадлежащей ей половины Черноморского флота. При этом украинская сторона якобы согласилась продать и флот, и территорию, на которой размещена флотская инфраструктура.
Леонид Кравчук смягчил эти заявления, сказав, что Украина «может рассмотреть» вопрос о продаже своей части флота России, а ни одного (обязующего) решения о разделе флота и продажи России украинской части Черноморского флота не принято.
Украинские военные восприняли Массандровский протокол с открытым разочарованием:

Я хорошо помню, с каким чувством мы читали эти строки. Внутри вроде что-то оборвалось. Было обидно и горько, что все усилия военных и всего украинского народа, направленные на создание ВМС, оказались напрасными.
Оригинальный текст (укр.)Я добре пам'ятаю, з яким почуттям ми читали ці рядки. Усередині начебто щось обірвалося. Було кривдно й гірко, що всі зусилля військових і всього українського народу, спрямовані на створення ВМС, виявилися марними.
—  Владимир Бескоровайный
Личный состав сторожевых кораблей «Гетьман Сагайдачний», СКР-112 в своих заявлениях, отправленных Президенту и Главе Верховной Рады Украины, а также министру обороны, осудили идею с покупкой флота и дальнейшее пребывание кораблей иностранного государства на территории Украины. Военнослужащие узла связи штаба ВМС Украины призвали обратиться в Международный суд с иском к России за обман в расчётах во время раздела флота бывшего СССР. Морские пехотинцы ВМС заявили, что экономические просчёты государственных деятелей нельзя компенсировать продажей украинской земли и поступками, которые противоречат государственным интересам. Схожие обращения одобрили и в других частях ВМС.
Министр обороны Украины Константин Морозов (1991—1993) занял наиболее проукраинскую позицию: никакой продажи не будет, а после раздела флота все неукраинские корабли должны быть выведены из территориальных вод Украины. В дальнейшем ему пришлось уйти в отставку из-за принципиальных расхождений с высшим руководством государства.
Министр иностранных дел Украины Анатолий Зленко (1990—1994) более дипломатично оценивал результаты встречи:

Мы вынуждены были пойти на определённые уступки в вопросе раздела Черноморского флота… Согласно подписанных документов мы выразили готовность продать свою часть Черноморского флота. Кроме того, Украина брала на себя обязательства вывезти в Россию все ядерные боеголовки…
Массандровские договоренности были встречены определёнными кругами в Украине как «измена» и «потеря престижа». На Западе некоторые наблюдатели вообще охарактеризовали их как шаг к восстановлению союза Украины и России…
Как человек, непосредственно причастный к украинско-российским переговорам, я никогда не был таким категоричным в оценке Массандровских решений. Действительно, в определённой плоскости Москва «дожала» нас, пользуясь сложным экономическим положением и тотальной зависимостью от готовности России поставлять всё новые энергоносители в долг…
Массандра, хотя и была для нас болезненным шагом, всё же на какое-то время позволила, по крайней мере, частично решить энергетическую проблему, возместить часть долгов, получить ядерное топливо для АЭС… Это был пример реальной политики в условиях реального и невероятно глубокого кризиса. Не следует забывать и о том, что Черноморский флот в том виде был просто не нужен, он только требовал всё новых расходов, которые государственный бюджет в условиях переживаемого Украиной в то время экономического кризиса был просто неспособен осилить… Как временный компромисс они [Массандровские соглашения] были необходимы…
Решения, принятые в Массандре, были очень непростыми для Украины.
Оригинальный текст (укр.)Ми змушені були піти на певні поступки в питанні розподілу Чорноморського флоту… Відповідно до підписаних документів ми виявили готовність продати свою частину Чорноморського флоту. Крім того, Україна брала на себе зобов'язання вивезти до Росії всі ядерні боєголовки…
Масандрівські домовленості були зустрінуті певними колами в Україні як „зрада“ і „втрата престижу“. На Заході деякі спостерігачі взагалі охарактеризували їх як крок до відновлення союзу України та Росії…
Як людина, безпосередньо причетна до українсько-російських переговорів, я ніколи не був таким категоричним в оцінці Масандрівських рішень. Дійсно, у певній площині Москва „дотиснула“ нас, користуючись складним економічним становищем і тотальною залежністю від готовності Росії дедалі поставляти нові енергоносії у борг…
Масандра, хоча й була для нас болючим кроком, все ж на якийсь час дозволила, принаймні, частково, вирішити енергетичну проблему, відшкодувати частину боргів, отримати ядерне паливо для АЕС… Це був приклад реальної політики в умовах реальної та неймовірно глибокої кризи. Не слід забувати і про те, що Чорноморський флот у тому вигляді був Україні просто не потрібен, він тільки вимагав дедалі нових витрат, які державний бюджет в умовах пережитої Україною в той час економічної кризи був просто нездатний осилити… Як тимчасовий компроміс вони [Масандрівські угоди] були необхідні…
Рішення, прийняті в Масандрі, були дуже непростими для України
— .
В общем, Массандровский протокол был настолько поверхностным, что каждая из сторон трактовала его по-своему. Вследствие этого отношения между украинским и российским штабами флота окончательно испортились.

## Политические последствия
Как сообщает А. В. Малыгин, для Украины результаты Массандры выглядели как «капитуляция», в то же время Россия со своей стороны не получила реальных преимуществ. Де-факто Черноморский флот и без того оставался российским, будучи скорее бременем, нежели ценностью, тем более, что решение проблемы его базирования ни капли не сдвинулось с мёртвой точки.
Согласно проведённому среди военнослужащих Черноморского флота опросам, 65 % не считали, что новые договоры поставят точку в вопросе о флоте. Так и произошло: 15 апреля 1994 года все предыдущие межгосударственные договорённости касаемо флота (Дагомыс, Ялта, Москва, а также Массандра) были заменены договором, согласно с которым Военно-Морские Силы Украины и Черноморский флот Российской Федерации решено базировать раздельно; Украине отходило 15—20 % кораблей и судов Черноморского флота.
Борис Ельцин сумел использовать «массандровскую победу» в вопросе Черноморского флота для пробуждения патриотизма и консолидации россиян в его внутриполитической борьбе с Верховным советом РФ (см. События сентября — октября 1993 года в Москве). Расстреляв из танков Белый дом и подавив оппозицию, Ельцин сумел завоевать симпатии россиян и победил на выборах 1996 года.
Леонид Кравчук, напротив, утратил популярность и поддержку патриотов, военных, крымчан. Он проиграл спровоцированные этим политическим поражением внеочередные президентские выборы 1994 года, когда победил Леонид Кучма.
Ещё одно последствие тех действий касается активизации «Социал-национальной партии Украины», которая на волне народного недовольства Массандровскими соглашениями приняла участие в Чрезвычайном Комитете Спасения Нации и Государства и киевских уличных акциях протеста, а впоследствии перерегистрировалась на Всеукраинское объединение «Свобода».